# Besuchstag
Besuchstag ist ein Lied des Frankfurter Rap-Duos Celo & Abdi, auf dem auch die Rapper Veysel und Xatar als Featuregäste auftreten. Der Song wurde erstmals am 20. Mai 2012 als Videoauskopplung auf YouTube veröffentlicht und ist Teil ihres fünf Tage später erschienen Debütalbums Hinterhofjargon.

## Hintergrund
Nachdem mit Hektiks und Parallelen bereits zwei Songs von Hinterhofjargon als Videoauskopplungen veröffentlicht wurden, erschien fünf Tage vor der Veröffentlichung des Albums das Musikvideo zu Besuchstag auf dem YouTube-Kanal von Celo und Abdi. Das Musikvideo, das unter der Regie von Erhan Doğan entstand, wurde bis Oktober 2024 über 34 Millionen Mal angeklickt und ist somit das meistgeklickte Musikvideo des Duos.

## Musik und Inhalt
Das Instrumental wurde von dem Hamburger Beatproduzenten Hamid Chizari alias m3 produziert und von Lex Barkey gemischt und gemastert. Den Grundstein des Beats bildet eine gesampelte Melodie aus Il Vizio di Uccidere, einem Titel des italienischen Komponisten Ennio Morricone, der 1965 für den Soundtrack des Films Für ein paar Dollar mehr komponiert wurde.
Inhaltlich dreht sich der Song um die Gefühls- und Gedankenwelt junger Erwachsener, die auf die schiefe Bahn geraten sind und nach Verurteilung in der Justizvollzugsanstalt Butzbach ihre Haftstrafe absitzen. Ein zentrales Thema des Liedes, das in jedem Part sowie in der Hook aufgegriffen wird und sich im Songtitel Besuchstag widerspiegelt, ist dabei der Besuch der Mutter sowie anderen Verwandten im Gefängnis. Mehrmals wird der Umstand geschildert, dass man während des Besuchs die emotionale Last des Gefängnisaufenthalts vor den Verwandten verbergen möchte, um ihnen nicht noch mehr Sorgen zu bereiten („Ich muss weinen, doch will nicht / Mama soll nicht denken, dass ihr Sohn noch ein Kind ist“). Die Rapper beschreiben zudem die Sehnsucht nach einem Leben in Freiheit und reflektieren begangene Fehler, die zur Inhaftierung geführt haben.
Während Celo und Abdi selbst nie im Gefängnis saßen, waren die beiden Gastrapper Veysel und Xatar beide mehrere Jahre lang inhaftiert und lassen ihre Erlebnisse aus erster Hand in ihre Texte einfließen. Veysel verbrachte insgesamt über drei Jahre im Gefängnis und befand sich während der Produktion von Besuchstag im offenen Vollzug. Seinen Part nahm er im Rahmen eines Freigangs auf. Xatar saß während des gesamten Zeitraums der Produktion und Veröffentlichung des Songs im geschlossenen Vollzug. Sein Part wurde, wie auch sein eigenes Album Nr. 415, heimlich mit einem Diktiergerät im Gefängnis aufgenommen, daher tritt er auch im Musikvideo nicht selbst in Erscheinung. Xatar thematisiert in seinem Text seine durch die Haft veränderte Wahrnehmung. So schildert er etwa die gesteigerte emotionale Bedeutung, die das Klimpern der Schlüssel der Justizvollzugsbeamten für ihn hat, da dieses meist den Start eines Umschlusses oder einen Besuchs ankündigt. Auch die Wut über die Machtlosigkeit betreffend Entwicklungen in der Außenwelt thematisiert Xatar. Im Outro des Songs zählt er mehrere deutsche Städte und Stadtteile auf, in denen sich Justizvollzugsanstalten befinden.

## Rezeption
Das Hip-Hop-Magazin Backspin sieht in Besuchstag einen „sehr starken Song, der gerade der jungen Hörergeneration aufzeigen müsste, dass das raue Straßenleben und das viele Geld nicht halb so viel wert sein kann wie die eigene, individuelle Freiheit“. Ab 2020 wurde Besuchstag zu einem Trend auf der Social-Media-Plattform TikTok, wodurch das Lied einen starken Popularitätsanstieg verzeichnen konnte.
Der 2020 erschienene Song Regen prasselt der Berliner Rap-Gruppe BHZ ist als eine Hommage an Besuchstag zu verstehen, was durch den Text im Outro deutlich wird („Besuchstag-Flavour in the House, Butzbach, BHZ, du weißt“). Dem Beat des Songs liegt zudem das gleiche Sample zugrunde wie dem Beat von Besuchstag.